# De tolv imamerna

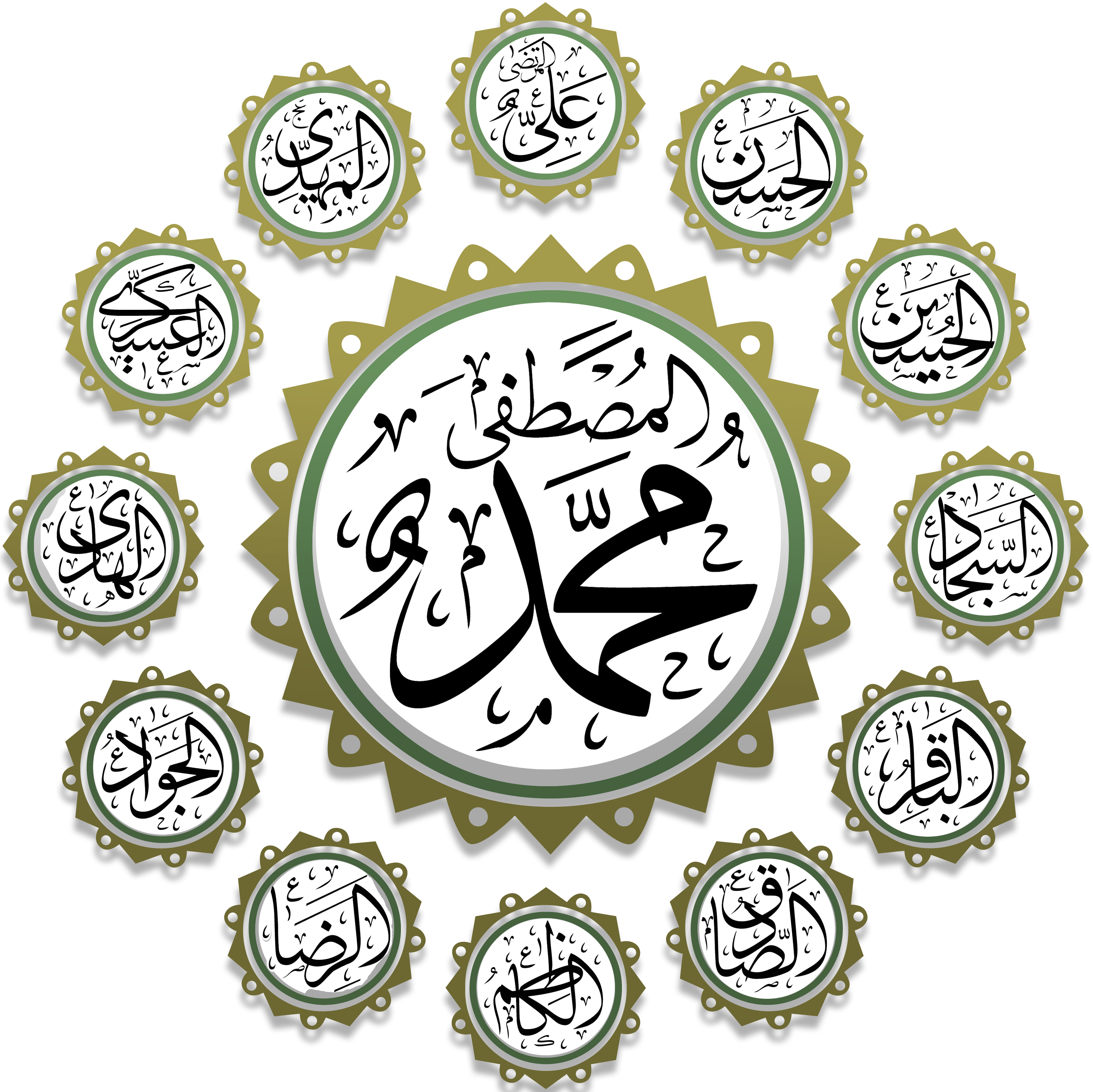
Kalligrafisk representation av de tolv imamernas namn tillsammans med Muhammeds namn, som är i mitten.

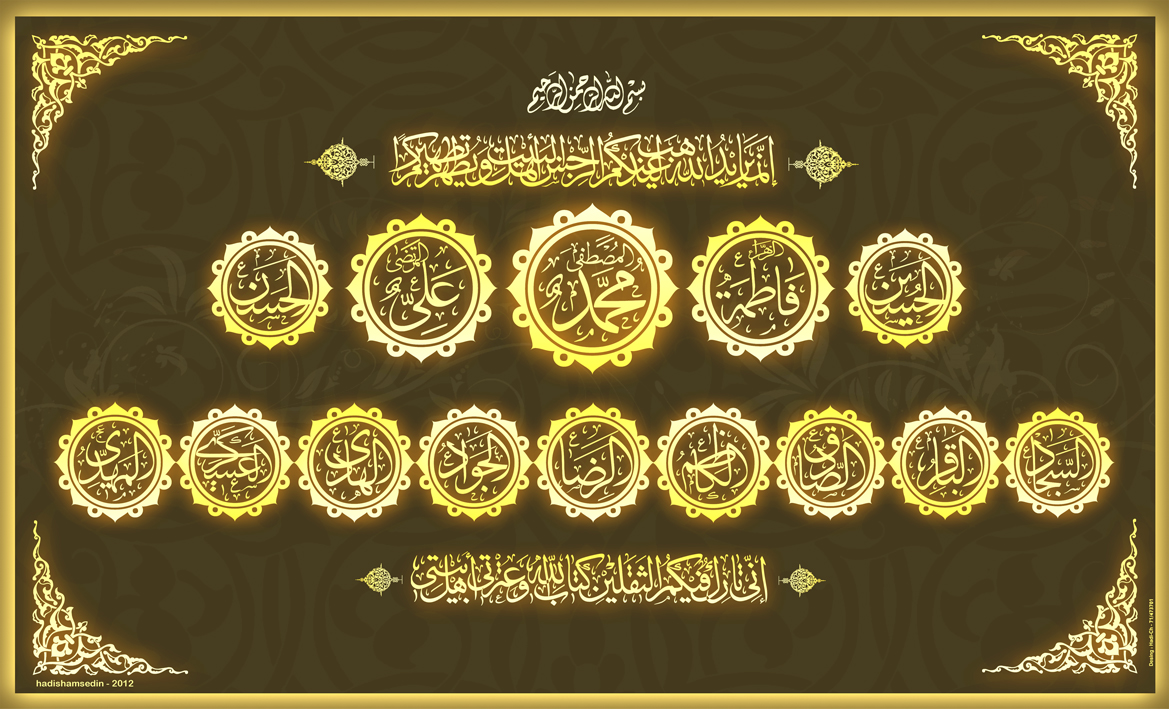
Basmala, Reningsversen, Muhammeds och Fatimas namn, de tolv imamernas namn och en del av Hadith al-Thaqalayn på arabiska.

De tolv imamerna (arabiska: ٱلَأَئِمَّة ٱلْٱثْنَا عَشَر, 'al-ʾAʾimmah al-ʾIthnā ʿAšar') är de andliga och politiska efterträdarna till den islamiske profeten Muhammed i den tolv-shiitiska grenen av shiaislam, inklusive den alawitiska och aleviska inriktningen. Man anser att de tolv imamerna måste vara utvalda av Gud och profeten, och därmed måste det finnas stöd i Koranen och hadither för deras legitimitet. Eftersom de ska vara goda förebilder för mänskligheten, som profeterna, måste de vara felfria. Den första shiaimamen var Ali ibn Abi Talib, och den sista och tolfte är imam Mahdi. Det har återberättats från Muhammed att han sagt att det ska komma tolv kalifer efter honom.
Imamiterna har jämfört och jämställt de tolv imamerna med de tolv hövdingarna som nämns i 1 Mos 17:20 i Bibeln.

## De tolv imamernas namn
1. Ali ibn Abi Talib
2. Hasan ibn Ali
3. Husayn ibn Ali
4. Ali Zayn al-Abidin ibn Husayn
5. Muhammad al-Baqir
6. Jafar as-Sadiq
7. Musa al-Kazim
8. Ali ar-Rida
9. Muhammad Jawad at-Taqi
10. Ali an-Naqi al-Hadi
11. Hasan al-Askari
12. Muhammad al-Mahdi al-Muntazar